# 判官みやこはなし
『判官みやこはなし』（ほうがんみやこはなし）は室町時代成立の『義経記』などの影響を受けた江戸前期の御伽草子である。判官源義経の少年時代を描く作品で、同名の奈良絵本も存在する。『御伽草子判官みやこはなし』とも。似ている内容の作品には鬼一法眼（おにいちほうげん）、牛若今出川（うしわかいまでがわ）などがある。